# Mandatory Managed Copy
Mandatory Managed Copy (рус. принудительное управление копиями) — это вспомогательная технология, дающая возможность пользователям делать легальные копии фильмов и другого цифрового содержимого HD DVD и Blu-ray дисков, защищённого стандартом AACS. При этом копирование контента необязательно должно осуществляться на другой диск, возможно копирование на другой вид носителя информации в защищённом формате, который предусматривает данная технология.

## Введение
Managed Copy является частью Advanced Access Content System, в переводе на русский язык это звучит как «продвинутая система доступа к контенту». Это название полностью отражает концепцию данного стандарта и предусматривает новый подход к решению проблем интернет пиратства. Главная задача AACS состоит, с одной стороны, в лишении несанкционированного доступа к защищённому контенту, а с другой, в обеспечении честных покупателей удобными механизмами, которые позволяют делать легальные копии контента. Собственно вторую часть задачи решает набор криптографических инструментов под названием Managed Copy.
Стандарт AACS разработан группой компаний, в которую входят Disney, Intel, Microsoft, Panasonic, Warner Bros., IBM, Toshiba и Sony.
Но технология Managed Copy введена по требованию компании Hewlett-Packard, которая является её главным разработчиком.

## История развития
После неудач с системой защиты цифрового медиаконтента на DVD-носителях CSS возникла потребность в новой более криптографически устойчивой технологии, которой стала AACS.
Изначально компания Hewlett-Packard поддерживала исключительно формат Blu-Ray дисков. Спецификация технологии для Blu-Ray дисков окончательное не была утверждена и является необязательной к использованию. Помимо AACS, Blu-Ray имеет дополнительные технологии защиты BD+ и ROM-Mark. Но технология Managed Copy универсальна тем, что содержит в себе определённые требования, по выполнении которых этой технологией сможет пользоваться любая желающая компания. В 2005 году компания Hewlett-Packard объявила о поддержке HD DVD формата, и технология практически сразу стала для данного формата обязательной к использованию. Технология Managed Copy не была включена в промежуточный стандарт AACS, выпущенный по запросу Toshiba, так что первые устройства, вышедшие на рынок, не имеют такой возможности, которая включена в окончательную спецификацию стандарта. В июне 2009 года окончательные соглашения были ратифицированы AACS и размещены в Интернете, они включают в себя информацию о Mandatory Managed Copy.
На данный момент[какой?] технология является обязательной к использованию как для HD DVD, так и для Blu-Ray.

## Обзор

### Принцип работы
Все диски, произведённые после окончательной ратификации, должны иметь возможность легального копирования, за исключениям тех случаев, когда диск находится в прокате или является некоммерческим, а также в некоторых случаях «под вопросом», которые определяет владелец контента. Любой диск, имеющий данную функцию, должен иметь соответствующую уникальную серийную маркировку, указывающую потребителю на возможность использования Managed Copy.
Для того, чтобы сделать копию, устройству следует получить разрешение, связавшись с удаленным сервером в сети Интернет (Managed Copy Authorization Server), который в свою очередь является частью AACS Online Service. Копия делается с помощью Managed Copy Machine. Но копии будут по-прежнему защищены DRM, так что бесконечное копирование невозможно, только если это не разрешено владельцем содержимого.
Владельцы контента могут иметь свой собственный Managed Copy Authorization Server, который может обеспечить дополнительные функциональные возможности. Для этого необходимо иметь Online Service Provider Agreement («Ospa», доступного 2010).

### Возможности
Также владелец контента при желании может предоставить возможность мультикопирования, при этом первая и последующие копии будут различаться с помощью уникальных серийных номеров или серийных купонов. Обязательное использование Managed Copy позволяет киностудиям и прочим владельцам контента требовать деньги за предоставление копий.
AACS LA (AACS Licensing Administrator) утвердил следующие технологии защиты контента, в каждой из которых по выбору потребителя, владелец контента должен предоставить хотя бы одну бесплатную копию продукта
- AACS Prepared Video (BD-R/RE)
- AACS Recordable for BD-R/RE (stream recording)
- Bound Copy Method (e.g., Hard Disc Drive)
- CPRM (SD Card, DVD-R/RW/RAM)
- WM-DRM /PlayReady (e.g., PCs, portable players)
- MG-R (MemoryStick)
- Другие могут быть добавлены с помощью установленных процедур[3]

На данных носителях информация будет содержаться в зашифрованном виде, доступном для воспроизведения лишь на определённых устройствах.
Managed Copy включает данные возможности, но не ограничивается ими:
- Создание точной копии на записываемый диск для резервного копирования
- Создание копии высокого разрешения для хранения на сервере резервного копирования
- Создание уменьшенной версии для просмотра на портативном устройстве
- Потоковый просмотр контента
- Использование файлов в рамках домашней сети[4]

Владелец контента обязан предоставлять пользователю возможность делать копию в любом допустимом формате, поддерживающимся Managed Copy Machine.
Итак пользователь вправе выбирать количество копий, способ копирования, разрешение копии и частоту кадров.

### Шифрование
Полная статья: AACS
Так как Managed Copy является частью стандарта AACS, то обладает аналогичным набором криптографических инструментов. Контент зашифровывается с помощью нескольких титульных ключей (Title Key), которые прикреплены к определённому контенту, при этом используется шифр AES. Ключ получают из комбинации ключа носителя данных (Media Key), закодированного в блоке ключей (Media Key Block) и идентификатора тома (Volume ID), уникального серийного номера, встроенного в диск перед записью. Данные зашифрованы специфичным титульным ключом, который, в свою очередь, зашифрован ключом проигрывателя. Таким образом, каждый диск содержит набор из нескольких сотен зашифрованных ключей, по одному для каждого лицензированного проигрывателя.

### Обнаружение нелегальных копий
Стандарт CSS был организован несколько по-другому. Данные зашифрованы специфичным титульным ключом, который, в свою очередь, зашифрован ключом модели. Таким образом, каждый диск содержит набор из нескольких сотен зашифрованных ключей, по одному для каждой лицензированной модели проигрывателя.
Этот подход позволяет владельцу контента «отозвать» любую модель проигрывателя, то есть запретить ему проигрывание контента, посредством прекращения шифрования титульных ключей ключом данной модели проигрывателя. На деле, отключение и отзыв всех проигрывателей данной модели является экономически невыгодной операцией как для пользователя, так как их средства воспроизведения окажутся лишь бесполезными железками, так и для производителя, так как честным пользователям будет необходима замена оборудования, в противном случае это грозит потерей клиентов.
Более того, использование общих ключей на многих плеерах делает компрометирование ключа значительно более вероятным. При подходе AACS каждый отдельный проигрыватель снабжается уникальным набором ключей расшифрования, использующихся по схеме широковещательного шифрования. Этот подход позволяет владельцу контента отзывать ключи дешифрования определённых проигрывателей, таким образом причиняя неудобство лишь злоумышленнику. И если ключ определённого проигрывателя скомпрометирован и опубликован, AACS LA может аннулировать этот ключ, делая его бесполезным для расшифровки новых произведений.
Также AACS имеет систему отслеживания утечек. Если взломщик пытается сохранить скомпрометированный ключ в секрете (публикуя только расшифрованные титульные ключи), тем не менее он может быть отслежен. Стандарт допускает, что определённая часть фильма может иметь несколько версий и эти версии могут быть зашифрованы различными ключами для того чтобы определённые проигрыватели смогли расшифровать только определённую версию каждой части. Посредством встраивания цифровых водяных знаков в различные версии и анализа того, какие секции фильма опубликовал взломщик, скомпрометированные ключи могут быть в конце концов идентифицированы и аннулированы (это свойство называется последовательными ключами в спецификации стандарта AACS).

### Недостатки
Главный недостаток технологии Managed Copy связан с эксплуатацией устаревшего оборудования и дисков, выпущенных до ратификации, например в промежуточной спецификации. Так как диски не обладающие уникальной серийной маркировкой не имеют возможности легального копирования, то потребуется замена на новые диски, а это дорого. Устаревшее оборудование тоже отчасти потребует замены, так как смена прошивки может не решить всех проблем и не все устройства поддерживают соединение с сетью Интернет.